# Det Liberale Højre
Det Liberale Højre var et dansk politisk parti som blev dannet som udbryderparti fra Fremskridtspartiet. Det var repræsenteret i Folketinget i nogle måneder i 2000 af Mogens Andreasen og Inge Refshauge, som tidligere havde forladt Dansk Folkeparti.

## Historie

### Stiftelse
Det Liberale Højre blev stiftet 8. april 2000 af tidligere medlemmer af Fremskridtspartiet i Nordjylland med den tidligere formand for lokalafdelingen i Frederikshavn Karin Vejen i spidsen. Partiet vedtog sine vedtægter på en generalforsamling 4. juni 2000. Vedtægterne indeholdt blandt andet at en af partiets vigtigste opgaver var at sikre ældre danskere en tryg hverdag. Karin Vejen blev valgt til formand, og Sonja Poulsen-Nielsen blev valgt til næstformand på generalforsamlingen.
Partiet startede indsamling af vælgererklæringer for at kunne stille op til folketingsvalg og havde på forhånd fået tildelt partibogstavet W. De havde valgt W fordi det ville placere dem lige til højre for V, og derved symbolsk til højre for partiet Venstre.

### Repræsentation i Folketinget og lokalpolitisk
Det Liberale Højres første politiske repræsentation kom i Dragsholm Kommune, hvor byrådsmedlem Henrik G. Petersen i maj 2000 skiftede fra Dansk Folkeparti til Det Liberale Højre.
Folketingsmedlemmerne Inge Refshauge og Mogens Andreasen meddelte 20. september 2000 at de fremover ville repræsentere Det Liberale Højre i Folketinget. De to havde i sommeren 2000 forladt Dansk Folkeparti: Refshauge havde meldt sig ud, og Andreasen var blevet ekskluderet.
Flere byråds- og amtsrådsmedlemmer meldte sig samtidigt eller umiddelbart efter ind i Det Liberale Højre.
Der kom hurtigt uoverensstemmelser mellem partistifterne og partiets to folketingsmedlemmer. Inge Refshauge meldte sig ud igen 25. oktober 2000. Refshauge udtalte at hun havde fået forkerte oplysninger af partiformand Karin Vejen, blandt andet at partiet havde 600 medlemmer og havde indsamlet 6.400 vælgererklæringer, hvor de rigtige tal ifølge Refshauge var 42 medlemmer og 94 vælgererklæringer. Mogens Andreasen forlod partiet 31. oktober.
Partiet stillede aldrig op til folketingsvalg.
Ved kommunalvalget 2001 var partiet opstillet i Frederikshavn Kommune med formand Karin Vejen som spidskandidat, og i Dragsholm Kommune. Partiet fik 18 stemmer i Frederikshavn og 9 stemmer i Dragsholm.